# Bracieux
Bracieux település Franciaországban, Loir-et-Cher megyében. Lakosainak száma 1341 fő (2022. január 1.). Bracieux Neuvy és Tour-en-Sologne községekkel határos.

## Népesség
A település népességének változása:
| Lakosok száma | 829  | 1142 | 1157 | 1265 | 1269 | 1294 | 1305 | 1309 | 1321 | 1341 |
|               | 1968 | 1982 | 1990 | 2006 | 2013 | 2015 | 2017 | 2019 | 2020 | 2022 |